# Lettlands historia

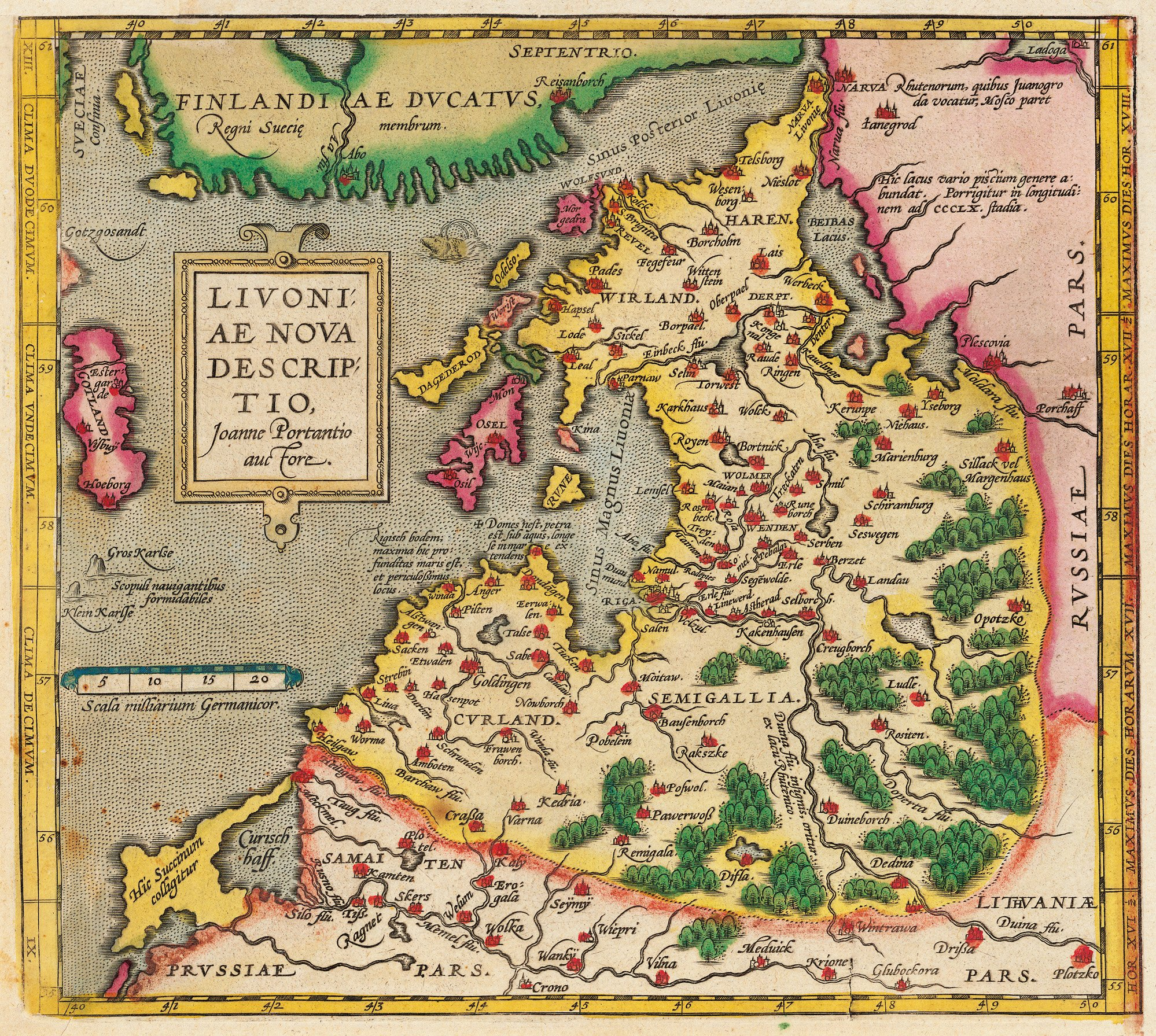
Karta över Livland från slutet av 1500-talet.

Den här artikeln behandlar Lettlands historia.

## Förhistoria
Arkeologiska fynd visar att området varit bebott redan 9000 f.Kr. Finsk-ugriska stammar slog sig ner i området för nuvarande Estland och norra Lettland på 2000-talet f.Kr. Omkring år 2000 f.Kr. invandrade baltiska stammar, bland annat kurer, letgaller, semgaller och seloner. Handel med bland annat bärnsten förekom med romarriket, Tyskland och Ryssland. Handelsrutten från Skandinavien till Konstantinopel gick genom Kurland och gjorde området till ett välbeställt handelsområde, men också intressant för andra att kontrollera.

## Tyska tiden
Från och med 1100-talet kom det starkaste inflytandet från tyskarna som bedrev missionsverksamhet och upprättade handelsstationer i området. Från 1198 pågick det Livländska korståget. År 1201 grundade Albert av Buxhoeveden Riga som biskopssäte och utgångspunkt för kolonisationen av inlandet. Året därpå grundade han svärdsriddarorden (som 1237 uppgick i Tyska orden) för att gå i spetsen för expansionen. 
Tyskarna förblev dominerande till och med 1500-talet då de försvagades och Hansans inflytande i området minskade. Reformationen gjorde insteg i Riga och bidrog till Tyska ordens sönderfall samtidigt som böcker började ges ut på lettiska och den nationella identiteten började stärkas.

## Polska tiden
Under det livländska kriget (1558–1583) då Ivan den förskräcklige anföll från öster sökte man hjälp från kungadömet Polen-Litauen. Hertigdömet Kurland bildades och förblev självständigt under polsk överhöghet. Livland införlivades med Polen-Litauen men fick ändå behålla visst självstyre. 

## Svensktiden
Efter att på 1560-talet gått in som garant för Estland då Tyska orden bröt samman, och efter Freden i Stettin 1570 då Estland slutligen tillföll Sverige, kände Polen sig hotat och 1617, efter Freden i Stolbova där Sveriges landområden i området utökats på bekostnad av Ryssland, gick till angrepp. Gustav II Adolf svarade med att invadera Livland och 1621 erövrades Riga. År 1629 avsade kung Sigismund av Polen de polska kraven på Livland och det svenska styret kunde stadfästas. Gustav II Adolf tog genast itu med att förbättra de svåra förhållandena. Ett universitet grundades i Dorpat (nuvarande Tartu i Estland), skolor startades och handel, jordbruk och det juridiska systemet reformerades.
Under det svenska styret startades skolor i alla livländska församlingar. Svensk lag infördes, tortyr avskaffades, Bibeln översattes till lettiska och i de områden som styrdes direkt av den svenska kronan avskaffades livegenskapen (den avskaffades dock inte generellt). När Karl XII hade blivit svensk kung anfölls Sverige av Danmark, Ryssland och Polen gemensamt. Peter den store besegrades i Estland och Karl XII marscherade över Dvina och ockuperade Kurland. Men medan Karl XII slogs i Polen byggde Peter den store upp en ny armé och började återta Baltikum. Genom slaget vid Poltava 1709 förlorade Sverige kontrollen av de baltiska områdena till Ryssland.

## Hertigdömet Kurland

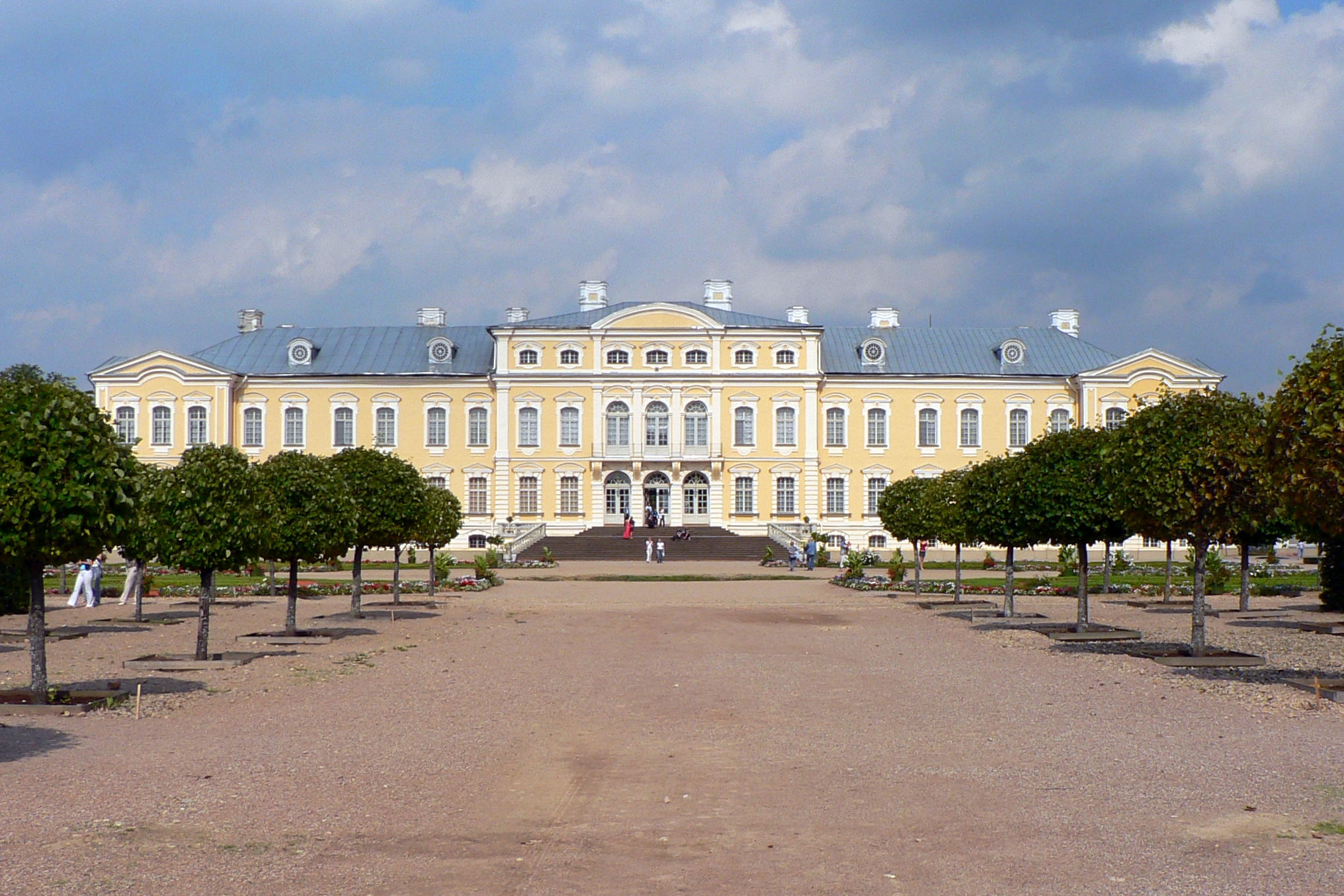
Hertigen av Kurlands slott, Rundāles pils.

Under tiden som Sverige regerade över Livland förbättrades den ekonomiska situationen avsevärt i Kurland. Under hertig Jakob Kettler (1642–1681) expanderade industrin och en för det lilla hertigdömet enorm flotta byggdes upp. Kurland etablerade till och med en koloni på den västindiska ön Tobago, kallad Nya Kurland, och använde den som handelsbas för export till Europa. Under en tid kontrollerade hertigen även en ö i Gambiaflodens mynning. Efter stora nordiska kriget hamnade Kurland inom den ryska intressesfären och då den siste hertigen, Peter Biron, på ryssarnas "vänliga rekommendation" abdikerade 1795, övergick hertigdömet till Katarina II.

## Ryska tiden
Under det ryska styret blev det den tyska lågadeln som övertog de flesta viktiga maktpositionerna medan letterna förblev livegna tills livegenskapen avskaffades 1811–1819 (fyrtio år tidigare än i Ryssland).
En snabb ekonomisk utveckling tillsammans med framväxten av en bonde- och hantverkarklass bestående av letter gjorde att städerna under 1800-talet för första gången sedan de grundats började befolkas av letter. Med denna utveckling som bakgrund började en lettisk nationell rörelse att formas. Letter allierade sig allt mer med ryssarna mot de balttyskarna, men det gjorde istället att tsarernas förryskningspolitik stärktes.
Som den mest industrialiserade delen av det ryska imperiet hade Lettland utvecklat en stark arbetarrörelse. Vid ryska revolutionen 1905 var uppslutningen stor i Lettland och omkring 650 tyskar och ryssar dödades. I efterspelet avrättades dessutom 2000 lettiska arbetare och lika många deporterades till Sibirien.

## Första världskriget
Som en del av det ryska imperiet blev Lettland indraget i första världskriget redan från början. Många letter deltog i kriget på den ryska sidan och tusentals dödades när den ryska armén förlorade slaget vid Tannenberg i Preussen. 1915 besatte tyska trupper Kurland, men den ryska arméledningen lät sätta upp lettiska skyttebataljoner och dessa såg till att tyskarna inte kunde erövra Riga. Tyskarna återvände med förnyad styrka 1916 men ryssar och letter lyckades hålla Riga trots svåra förluster. Fronten gick längs floden Dvina från slutet av år 1915 till 1 september 1917.

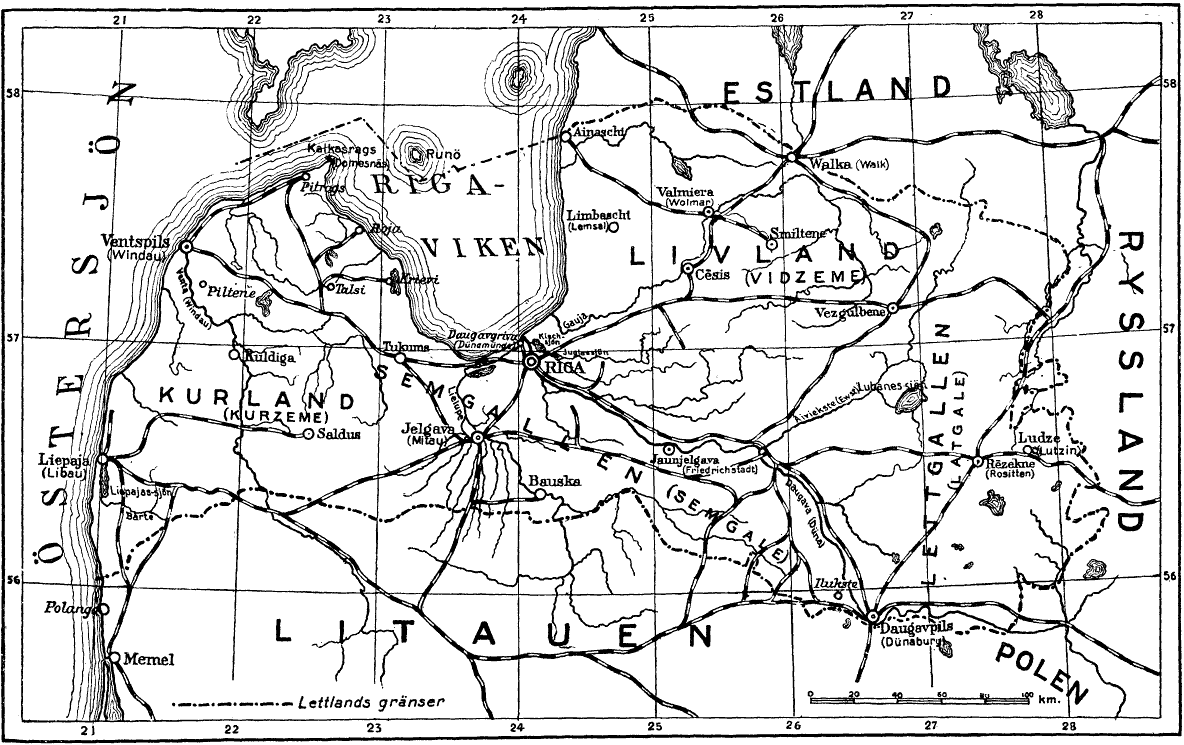
Karta över Lettland under mellankrigstiden.

Framgångarna fick ryssarna att försöka återta Kurland i ett slag som inleddes den 23 december 1916 och som varade i 25 dagar. Den tyska fronten bröts upp, men ryska enheter vägrade att delta vilket omintetgjorde framgången. Letterna kände sig bedragna och många flydde från landet. Senare under 1917 intog tyskarna Riga.
Under år 1917 började man i Lettland tala om att bilda en autonom delrepublik. Under februari 1917 tvingades den ryske tsaren Nikolaj II att abdikera. Den nya ryska regeringen med statsminister Kerenskij vägrade dock att släppa greppet om Lettland och detta ledde till en radikalisering av rörelsen – krav på fullständig självständighet för Lettland. Efter sammanbrottet för den ryska armén hade Lettland ockuperats av tyskarna och när Tyskland och Ryssland skrev under fredsfördraget i Brest-Litovsk den 3 mars 1918 delades Lettland i tre delar. Tyskarna började förbereda en kraftig tysk kolonisation men för tyskarna gick kriget allt sämre och den 11 november 1918 skrev man under ett vapenstillestånd.
Under hösten hade dock olika partier i Lettland förhandlat fram en gemensam plattform och den 18 november 1918 utropades republiken Lettland utan att de tyska trupperna ingrep. Samtidigt trängde Röda Armén västerut och tyska vapen och förråd föll i dess händer. Den lettiska regeringen utrymde Riga och flydde till Liepaja. Röda Armén stödde sig bland annat på delar av de lettiska skyttebataljonerna – medan Lenin lovade självbestämmande till letterna sågs regeringen i Riga som tyska marionetter. Den 17 december 1918 utropades den lettiska sovjetrepubliken. För de lettiska bolsjevikerna var det ingen match att kasta ut de tyska ockupanterna ur landet innan de införde kommunism i Lettland. De började genast med klasskampen – 3 632 "kontrarevolutionärer" arkebuserades. Snabbt nationaliserades alla produktionsmedel men snart utbröt hungersnöd.
I Kurland fanns fortfarande kvar tyska trupper och den nationella regeringen kunde under tiden bygga upp en estnisk-lettisk styrka och båda arméerna kunde anfalla i mars 1919. Riga erövrades men först efter att tyska trupper under den "vita terrorn" hade häktat 4 000 personer, varav många dödades. Därefter gick de tyska trupperna till anfall, inte mot kommunisterna, utan mot den estnisk-lettiska styrkan. Efter hårda strider fick tyskarna den 22 juni 1919 ta till flykten och den 8 juli 1919 kunde regeringen med ministerpresident Kārlis Ulmanis återvända till Riga.

## Självständigheten
I mars 1918 avträdde Ryssland de baltiska områdena till Tyskland genom Brest-Litovsk-freden. Åtta månader senare kapitulerade Tyskland för västmakterna. Inom en vecka efter den tyska kapitulationen hade Lettland en regering under ledning av Kārlis Ulmanis och den 18 november 1918 förklarade sig Lettland självständigt.
Självständigheten accepterades varken av de lettiska bolsjevikerna eller tyskarna som fanns kvar i landet. Sovjetiska trupper invaderade landet och formerade en regering i Valka innan man i januari 1919 intog Riga. Ulmanis regering flydde till Liepaja där de fick visst stöd från den brittiska flottan och inledningsvis även från kvarvarande tyska trupper. Tyskarna ville dock inte ha ett självständigt lettiskt styre och organiserade därför en kupp mot Ulmanis som undkom endast genom att fly till ett brittiskt skepp. Västmakterna tvingade tyskarna att dra sig tillbaka och med hjälp av polska trupper drevs bolsjevikerna ut ur Lettgallen som kunde införlivas i Lettland 1920.
Efter att under fem år ha härjats av strider fanns det 1920 mest bara ruiner kvar. Befolkningen 1914 var 2,5 miljoner, 1925 endast 1,8 miljoner. Under 1920-talet genomfördes en jordbruksreform där marken omfördelades från tyskbaltiska storjordbruk till lettiska småjordbruk. Reformen ledde till produktivitetsförbättringar och 1938 var Lettland Europas fjärde största köttexportör.

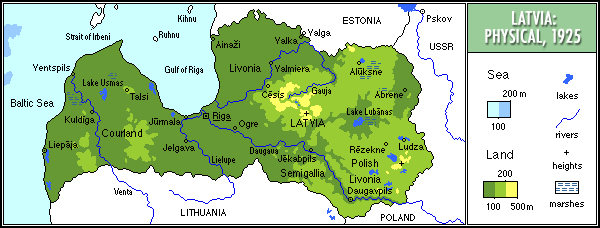
Lettland, 1920–1940.

Som konstitutionell förebild hade man den tyska Weimarrepubliken och makten låg därmed hos parlamentet, saeiman, medan presidenten endast hade en representativ funktion. I början av 1930-talet framkom också systemets svagheter: valsystemet gjorde det svårt att bilda stabila regeringar utan istället gynnades små vågmästarpartier som kunde ställa krav. En koalition mellan de stora partierna Bondeförbundet och socialdemokraterna gick inte att få fram. Efter att Bondeförbundets ledare Kārlis Ulmanis misslyckats att få parlamentet att acceptera ett förslag att öka presidentens makt på bekostnad av parlamentet genomförde denne en statskupp den 15 maj 1934. Parlamentet upplöstes och alla politiska partier förbjöds. Ulmanis var även president från 1936. Reformeringen av valsystemet sattes aldrig i verket utan diktatur rådde fram till andra världskriget.

## Andra världskriget

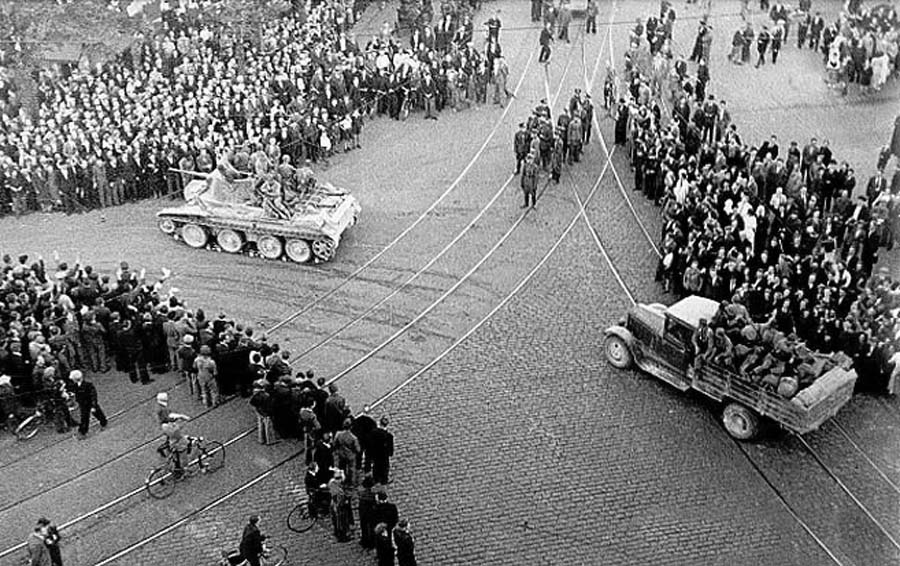
Sovjetiska stridsvagnar rullar in i Riga den 17 juni 1940.

Genom Molotov-Ribbentroppakten delade Tyskland och Sovjetunionen upp Baltikum i intressesfärer och Lettland hamnade i den sovjetiska. Efter krigsutbrottet krävde Sovjetunionen att ett biståndsavtal skulle slutas och 30 000 sovjetiska soldater stationerades i Lettland. Trycket ökade dock under sommaren 1940 då Sovjetunionen krävde att en ny regering skulle bildas, en regering som hade Sovjetunionens "förtroende". Den 17 juni 1940 ockuperades Lettland och president Ulmanis tvingades tillsätta en regering med kommunister eller personer med en positiv syn på Sovjetunionen. Den nya regeringen utlyste nyval, legaliserade kommunistpartiet och trakasserade alla som kunde tänkas opponera sig mot de nya tiderna. 12 timmar innan vallokalerna stängde publicerade nyhetsbyrån TASS valresultatet: 97,6 procent röstade på "Det arbetande folkets block". En vecka senare samlades det "nyvalda" parlamentet och utropade genast Lettland till sovjetrepublik, dagen efter nationaliserades banker och större företag. President Ulmanis arresterades och deporterades till norra Kaukasus. Han dog 1942.
Svenska Utrikesdepartementet accepterade snabbt de politiska förändringarna och hotade den lettiska ambassadören i Stockholm med polishandräckning om inte ambassaden överlämnades till Sovjetunionen.
Under resten av 1940 häktades och dömdes 7 020 personer i den terror som riktades mot letterna. Av dessa arkebuserades 980 personer medan resten deporterades till straffläger i Sovjetunionen. Nästa sommar häktades 15 081 män, kvinnor och barn och deporterades till Sibirien.
Den 22 juni 1941 anföll Tyskland Sovjetunionen och kunde snabbt erövra hela Baltikum. Det fanns förhoppningar om självstyre under tyskt beskydd men tyskarna ville genomföra en tysk kolonisation och exploatera landet för att stödja krigsansträngningarna. Eftersom det inte fanns tyska tjänstemän att besätta viktiga poster fick letterna en begränsad självförvaltning. 
Den 30 juli 1944 lyckades Röda armén tränga fram till Rigabukten, panik utbröt och den tyska administrationen lämnade hastigt landet. Den 13 oktober 1944 föll Riga. De tyska och lettiska trupperna hade lyckats hålla Kurland och striderna där kan jämföras med andra världskrigets största drabbningar och minst 250 000 soldater dödades under sju månaders strider. De sovjetiska trupperna lyckades inte besegra sina motståndare innan kapitulationen den 8 maj 1945.
Kriget innebar en enorm förstörelse, mycket värre än efter första världskriget. 1939 hade Lettland två miljoner invånare, 1945 återstod 1,4 miljoner – en minskning med 30 procent.

## Sovjetisk ockupation som Lettiska SSR

Lettiska sovjetrepublikens vapensköld.

Efter krigets slut fortsatte en antisovjetisk gerilla att verka genom att skjuta vakter, inrikestrupper och partifunktionärer. Gerillan tros ha omfattat mellan 5 000 och 15 000 medlemmar och var som aktivast år 1945–1947.
Ungefär 5 000 letter flydde till Sverige. Den svenska regeringen förbjöd politisk verksamhet, censurerade deras tidningar och utlämnade 150 internerade lettiska soldater till Sovjetunionen. De internerade kunde på goda grunder anta att de skulle straffas för landsförräderi om de tvingades tillbaka. Utrikesminister Östen Undén hävdade flera gånger att Sovjetunionen var en rättsstat och att balternas rädsla var helt obefogad. Den så kallade baltutlämningen verkställdes den 25 januari 1946.
I Lettland kopplade ockupationsmyndigheterna greppet genom att den 20–30 mars 1949 deportera ungefär 50 000 människor, främst småbrukare. På så vis underlättades omvandlingen av jordbruket till ett kollektivjordbruk. Resultatet blev en dramatisk nedgång i jordbruksproduktionen. Man genomförde också en kraftig satsning på industrier. För att få tillräckligt med arbetskraft importerades arbetskraft från Ryska SFSR och övriga Sovjetunionen.
Efter Stalins död den 5 mars 1953 kunde letter börja få inflytande i det lettiska kommunistpartiet. Sekreteraren i Lettlands kommunistparti Eduards Berklavs ville i någon mån stoppa förryskningen av Lettland, begränsa den ryska invandringen, kräva någon kunskap i lettiska av tjänstemän och förhindra att lettiska ungdomar spreds över hela Sovjetunionen. 1959 anklagades han dock för nationalism och provästlighet och avsattes.
Berklavs ersattes av den mot Moskvatrogne rysslandsletten Arvīds Pelše som tidigt hade krävt kollektivisering av jordbruket och deportation av "klassfiender". Han såg till att industrialisering fortsatte, bland annat med en stor kemisk industri, och att rysk invandring uppmuntrades. Enligt vissa uppgifter ville han att huvudstaden Riga skulle byta namn till "Gagaringrad". Oändliga naturvärden förstördes för alltid när ett vattenkraftverk byggdes i floden Dvinas dalgång.

### Förryskningspolitiken
För att kunna klara utbyggnaden av den tunga industrin efter andra världskriget hämtades arbetskraft från hela Sovjetunionen, men särskilt från Ryska SFSR. För dessa människor fanns inga krav på att lära sig det lettiska språket eller Lettlands historia. De enda tillåtna minoritetsspråksskolorna var också just de ryska skolorna. I skolorna undervisades främst i Sovjetunionens historia. Lettiskspråkiga värnpliktiga gjorde i regel värnplikten långt hemifrån och där talades endast ryska.

## Andra självständigheten
När Michail Gorbatjov blev generalsekreterare i det sovjetiska kommunistpartiet den 11 mars 1985 inleddes en process som så småningom skulle leda till Sovjetunionens upplösning. Genom att öppet diskutera brister och tillkortakommanden i samhället, glasnost, skulle det bli möjligt att införa strukturella förändringar i samhället, perestrojka. Tanken var att den allmänna opinionen på så vis skulle sätta tryck på ovilliga byråkrater att genomföra partiledningens nya direktiv. Men snabbt lossnade alla spärrar på vad som kunde kritiseras: efter att först ha kritiserat Brezjnev-tidens misslyckanden och sedan Chrusjtjovs ledarstil börjades det diskuteras massförsvinnandena under Stalin och slutligen den nästan halvt gudomliga officiella bilden av Lenin. 
1986 bildades i Liepaja en Helsingfors-kommitté, Helsinki-86, för att övervaka hur 1975 års Helsingfors-avtal fullföljdes. De tre grundarna trakasserades av KGB men lyckades anordna en demonstration i Riga till minne av massdeportationerna 1941. Nya demonstrationer anordnades i augusti till minne av Molotov-Ribbentroppakten och i november till minne av utropandet av den lettiska republiken 1918. Demonstrationerna upprepades även året efter och samlade allt fler deltagare. I oktober 1988 bildades Lettlands folkfront (Latvijas tautas fronte) som krävde kulturell och ekonomisk autonomi men ej självständighet för Lettland. Det lettiska kommunistpartiet togs på sängen men i början av 1989 bildades Interfronten (Lettiska SSR:s Arbetande folks internationella front) som ville bevara det sovjetiska samhället och var motståndare till de nationella strävandena och att begränsa invandringen av rysktalande.
Den 26 mars 1989 var det val till Sovjetunionens folkkongress och för första gången fanns det ofta flera kandidater att välja mellan. Av Lettlands 52 mandat gick 33 till folkfronten eller till kandidater som stödde folkfronten. Med valresultatet i ryggen kunde folkfronten den 31 maj 1989 kräva landets självständighet. Under hösten 1989 beslöt respektive högsta sovjet i Estland, Lettland och Litauen att olagligförklara den sovjetiska ockupationen 1940. Under året drevs också det lettiska kommunistpartiet på den ena reträtten efter den andra: högsta sovjet avskaffade förbudet mot konkurrerande partier och återinförde självständighetstidens flagga, statsvapen och nationalsång. Den sovjetiska folkkongressen i Moskva tillsatte en kommission för att undersöka om det fanns ett hemligt tilläggsprotokoll till Molotov-Ribbentroppakten och i december 1989 förklarade kommissionen att detta var fallet och förklarade att pakten var olaglig.
Den 18 mars 1990 var det val till Lettlands högsta sovjet och folkfronten vann 131 av 201 platser och den 4 maj 1990 förklarade denna att Lettlands självständighet skulle återupprättas efter en övergångsperiod. Michail Gorbatjov svarade på detta att deklarationen stod i strid med Sovjetunionens konstitution och därmed olaglig. Gorbatjov var då i färd med att förbereda en ny sovjetisk konstitution som skulle göra Sovjetunionen till en genuint federal stat men de baltiska staterna förklarade sig inte vara intresserade av detta. Genom att det lettiska kommunistpartiet hade förlorat sin ledande roll hade Moskva därigenom förlorat sina ögon och öron i Lettland, d.v.s förmåga att alls påverka händelseutvecklingen lokalt.
Den 20 januari 1991 gick det sovjetiska inrikesministeriets specialtrupper, de svarta baskrarna, till angrepp mot inrikesministeriet i Riga. I Litauen dödades 14 människor när sovjetiska trupper intog TV-tornet i Vilnius. Bilderna visades över hela världen och ökade det internationella stödet för baltisk självständighet. Händelserna bör ha gynnat strävandena efter självständighet vid folkomröstningen om självständighet den 3 mars 1991. 87,5 procent av de röstberättigade deltog och 73,6 procent röstade för en "självständig och demokratisk lettisk republik". Som svar på detta menade Gorbatjov att deklarationerna om självständighet var olagliga och att det enda sättet att lämna Sovjetunionen var med stöd av tre femtedelar av ledamöterna i Sovjetunionens högsta sovjet – något som var omöjligt så länge Sovjet var en stalinistisk enpartistat.
Den 19 augusti 1991 genomfördes ett kuppförsök i Sovjetunionen och Gorbatjov hölls i husarrest under några dagar. Lettlands högsta råd förklarade den 21 augusti 1991 Lettland självständigt och den 6 september 1991 erkände Sovjetunionen landets självständighet.
I mars 1993 introducerades den lettiska valutan lats och i juni samma år hölls de första demokratiska valen. 1994 undertecknade Rysslands president Boris Jeltsin ett avtal om tillbakadragande av de ryska trupperna till augusti samma år. Kvar i landet finns fortfarande en viss spänning mellan etniska letter och etniska ryssar. Endast avkomlingar till dem som var medborgare före andra världskriget fick automatiskt lettiskt medborgarskap, medan övriga (främst ryssar) först måste examineras i lettiska språket och i lettisk historia för att få medborgarskap.
Den 1 maj 2004 fick Lettland fullt medlemskap i EU.

### Språkpolitiken
Under 1990-talet har minoritetspolitiken vållat besvär för republiken Lettland. Man har dels sett sig som offer för en omfattande kolonisering av ryssar och vägrat att ge alla landets invånare lettiskt medborgarskap. Ryssarna i landet menar sig ha blivit tvångsförflyttade till Lettland och saknar hemort i Ryssland. Efter påtryckningar från OSSE innebär dagens lagstiftning att alla som bodde i Lettland före 1940 och deras barn har fått medborgarskap och att de som är födda efter 1991 kan få medborgarskap efter anmälan. För övriga erbjuds medborgarskap efter kunskapsprov i lettiska och i lettisk samhällskunskap. Uteslutna är människor som handlat antikonstitutionellt mot Lettland, däribland personer som efter 4 maj 1990 har varit medlemmar av kommunistpartiet. 500 000 människor i Lettland har ställning som lettiska icke-medborgare som saknar rösträtt och ej gör värnplikt.
Under våren 2004 röstade parlamentet om ett förslag som innebar att lettiska ska användas under minst 60 procent av undervisningen i grundskolan. Anhängarna menar att det är viktigt att människor inte kan växa upp i Lettland utan att kunna landets officiella språk. Motståndarna menar att föräldrarna själva måste få bestämma, att de lettiska läromedlen inte håller en tillräckligt hög klass och att undervisning på sitt modersmål är en rättighet.